# Линкольнтон (Северная Каролина)
Линкольнтон — город в округе Линкольн, Северная Каролина, США. Линкольнтон находится к северо-западу от Шарлотт, на южной развилке реки Катоба. Город является административным центром округа Линкольн и единственным муниципалитетом, полностью входящим в состав округа.

## История

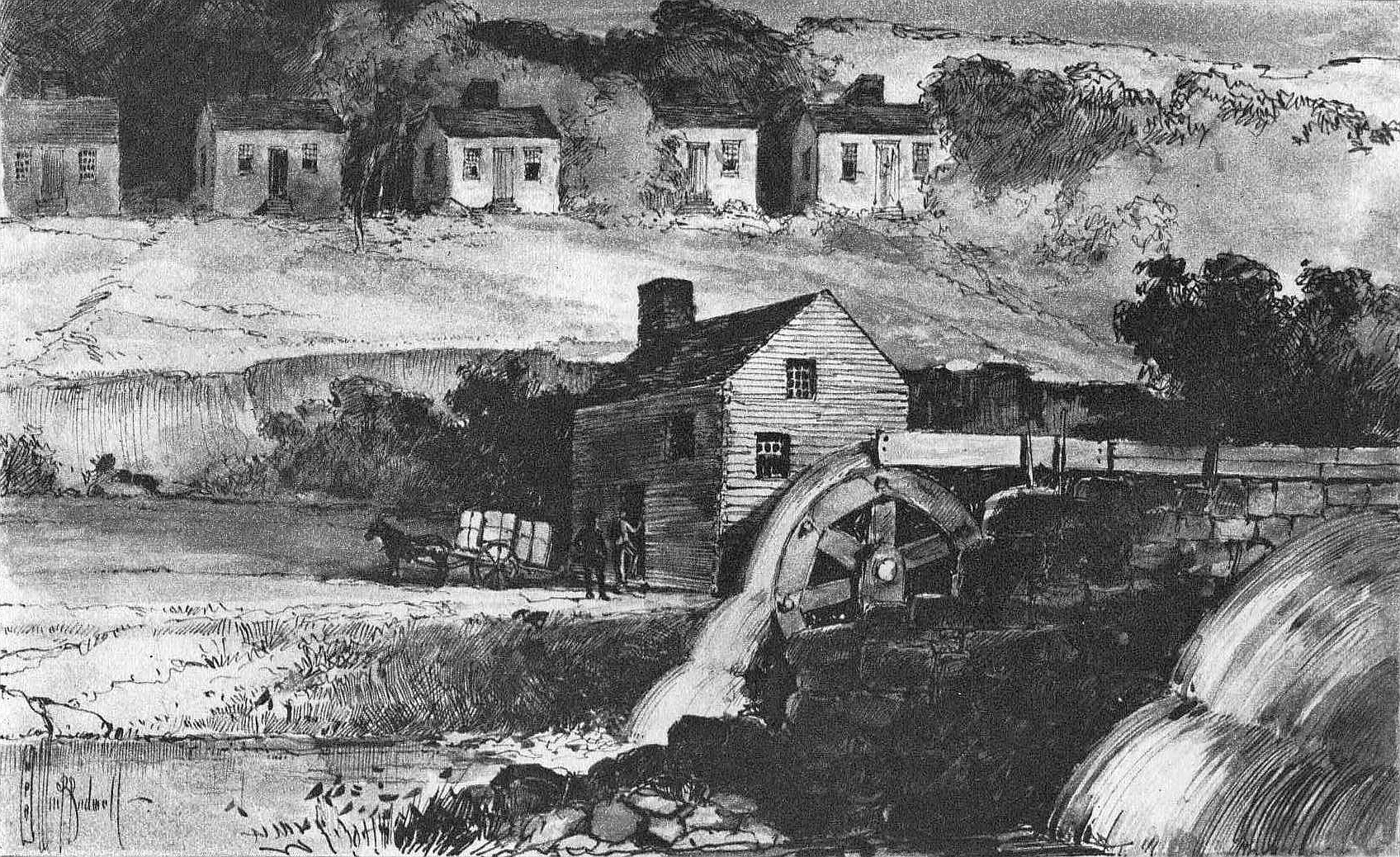
Lincoln Cotton Mills, built 1813

Эта область долгое время была заселена различными коренными народами до конца XVIII века. В июне 1780 года во время войны за независимость США на месте будущего Линкольнтона была битва при Рамсур-Милл, в которой местные лоялисты потерпели поражение от сил, выступающих за независимость. Позже был организован новый округ, отделившийся от старого округа Трайон (названного в колониальную эпоху по имени губернатора, назначенного королевской властью). Новый город и округ были названы в честь генерал-майора Бенджамина Линкольна, который служил в Континентальной армии во время войны за независимость.
Линкольнтон стал месторасположением первой текстильной фабрики в Северной Каролине, построенной Майклом Шенком в 1813 году. Обработка хлопка стала основной отраслью промышленности в этом районе.

## География
Линкольнтон является центром округа Линкольн в регионе Пидмонт в Северной Каролине. Через восточную часть города проходит трасса 321 (четырехполосная автомагистраль) и ведет на север к Хикори (в 20 милях (32 км)) и на юг к Гастонии (в 15 милях (24 км)). North Carolina Highway 27 — это главная улица Линкольнтона, ведущая на юго-восток к горе Холли (в 20 миль (32 км)) и на запад к Толуке (в 16 милях (26 км)) . Шарлотта находится в 37 милях (60 км) к юго-востоку от Линкольнтона по шоссе US 321.
По данным Бюро переписи населения США, город имеет общую площадь 8,7 квадратных миль (22,6 км 2), из которых 8,6 квадратных миль (22,4 км 2) — это земля и 0,1 квадратных мили (0,2 км 2), или 0,93 %, вода. Город расположен реке Катоба.

## Известные люди
- Лестер Эндрюс, химик[4]
- Пол Бост, гонщик
- Деннис Берд, член Зала славы студенческого футбола
- Джим Климонс, профессиональный баскетболист, помощник тренера с девятью чемпионатами НБА.
- Чарльз Л. Кун, учитель, школьный администратор, реформатор детского труда и защитник афроамериканского образования
- Дрю Дроеж, актёр
- Джон Гораций Форни, генерал-майор армии Конфедеративных Штатов во время Гражданской войны в США
- Питер Форни, представитель США из Северной Каролины и капитан во время войны за независимость
- Уильям Х. Форни, представитель США из Алабамы; внук Питера Форни, племянника Дэниела Манро Форни и брат Джона Горация Форни
- Чарльз А. Габриэль , 11-й начальник штаба ВВС США
- Уильям Александр Грэм, министр флота США, сенатор США, член Сената Конфедерации, губернатор Северной Каролины и кандидат вигов на пост вице-президента США
- Конни Гион, женщина-врач-новатор
- Джеймс Пинкни Хендерсон, первый губернатор Техаса, сенатор США, юрист, политик и солдат
- Роберт Хок, генерал-майор Конфедерации, выигравший битву при Плимуте; бизнесмен и руководитель железной дороги
- Уильям А. Хок, помощник судьи и главный судья Верховного суда Северной Каролины
- Руфус Зенас Джонстон, обладатель Военно-морского креста и Почетной медали Конгресса
- Чарльз А. Джонас, политик и представитель США из Северной Каролины
- Чарльз Р. Джонас, представитель США из Северной Каролины
- Девон Лоури, кувшин в отставке для королевской семьи Канзас-Сити
- Кэндис Ньюмейкер, убита во время сеанса терапии; её смерть получила международное освещение
- Барклай Радебо, тренер по баскетболу в Южном университете Чарльстона
- Стивен Додсон Рамсер, генерал-майор Конфедерации, смертельно ранен в битве при Сидар-Крик, штат Вирджиния, в 1864 году.
- Хирам Роудс Ревелс, первый афроамериканский сенатор США
- Дик Смит, бейсболист
- Си Джей Уилсон, профессиональный футболист
- Кен Вуд, бейсболист